# Pestinghausen
Pestinghausen gehört zum Ortsteil Nordwohlde der Stadt Bassum im Landkreis Diepholz (Niedersachsen). Er hat rund 125 Einwohner.

## Geografie
Pestinghausen liegt zwischen Nordwohlde und Syke, von beiden Orten ungefähr 1,5 km entfernt. Pestinghausen befindet sich ca. 19 km südlich von Bremen.

### Flüsse / Bäche
Der Riengraben fließt in südlicher Richtung durch den Ort, unterquert die Landesstraße 340 westlich vom Kernort und mündet bei Högenhausen in den Finkenbach; dieser ist ca. 10 km lang und  mündet südlich von Nordwohlde in den Hombach.

### Verkehr
Pestinghausen liegt zu beiden Seiten der von  Nordwohlde nach Syke in west-östlicher Richtung verlaufenden Landesstraße 340.

## Geschichte
Am 1. März 1974 wurde die Gemeinde Nordwohlde in die Stadt Bassum eingegliedert.

### Religion
Pestinghausen hat keine eigene Kirche. Die nächste Evangelische Kirche befindet sich in Nordwohlde. In Syke befindet sich auch eine Katholische Kirche.

## Politik
Pestinghausen gehört innerhalb der Stadt Bassum zur Ortschaft Nordwohlde und besitzt keinen eigenen Bürgermeister.

## Kultur und Sehenswürdigkeiten
- Das Waldgebiet Westermark ist ein beliebtes Ausflugsziel für viele Wanderer und Naturfreunde.
- Alljährlich von Mitte Juli bis Mitte August blüht  die wildwachsende Orchidee Breitblättrige Stendelwurz (Epipactis helleborine) in erheblicher Anzahl in der Westermark.